# لیتل ریور، شهرستان بالدوین، آلاباما
لیتل ریور (به انگلیسی: Little River) یک منطقهٔ مسکونی در ایالات متحده آمریکا است که در شهرستان بالدوین، آلاباما واقع شده‌است. لیتل ریور ۵۳٫۹۵ متر بالاتر از سطح دریا واقع شده‌است.